# Statystyka testowa
Statystyka testowa, rzadziej sprawdzian testu (ang. test statistic) – statystyka, czyli liczbowa charakterystyka próby, wyznaczona w ramach testu statystycznego. Na podstawie statystyki testowej i ustalonego poziomu ufności weryfikuje się hipotezy statystyczne, czyli podejmuje się decyzję o odrzuceniu bądź nieodrzuceniu hipotezy zerowej. Hipotezę zerową na rzecz hipotezy alternatywnej odrzuca się, gdy statystyka testowa znajduje się w obszarze krytycznym (wyznaczonym na podstawie poziomu ufności i odpowiedniego rozkładu prawdopodobieństwa, np. przy użyciu tablic) lub – co jest równoważne – kiedy obliczona na podstawie statystyki testowej (najczęściej z wykorzystaniem oprogramowania komputerowego) wartość p jest niższa niż przyjęty poziom ufności (np. 0,05).
W poniższej tabeli przedstawiono nazwy popularnych statystyk testowych, odpowiadające im rozkłady prawdopodobieństwa oraz testy statystyczne, w ramach których są one wykorzystywane.
| Statystyka testowa                   | Rozkład prawdopodobieństwa | Testy statystyczne            |
| ------------------------------------ | -------------------------- | ----------------------------- |
| statystyka t                         | rozkład t Studenta         | test t Studenta test t Welcha |
| statystyka F                         | rozkład F Snedecora        | test F                        |
| statystyka {\displaystyle \chi ^{2}} | rozkład chi-kwadrat        | test chi-kwadrat              |
| statystyka z                         | rozkład normalny           | test Z                        |